# Turmhügel Wilzhofen
Der Turmhügel Wilzhofen bezeichnet die abgegangene hochmittelalterliche Turmhügelburg (Motte) Wilzhofen, nördlich der Filialkirche St. Valentin von Wilzhofen, einem Ortsteil der Gemeinde Wielenbach im Landkreis Weilheim-Schongau in Bayern. Heute ist die Stelle als Bodendenkmal D-1-8133-0017 „Burgstall des hohen und späten Mittelalters (‚Burg Wilzhofen‘)“ vom Bayerischen Landesamt für Denkmalpflege erfasst. Unmittelbar nördlich dieses Burgstalles befindet sich auch ein Turmhügel mit der Denkmalnummer D-1-8133-0019 „Turmhügel des hohen Mittelalters“.

## Geschichte
Die Burg wird erstmals 1173 im Besitz eines angesehenen und weit verbreiteten Adelsgeschlechts, der Edlen von Wittelshofen, genannt, deren Wappentier, das Wildschwein, heute noch im Wielenbacher Wappen enthalten ist. Nach der „Pähler Chronik“ sollen im 19. Jahrhundert noch Spuren der Burg erkennbar gewesen sein. Von der ehemaligen Mottenanlage ist heute nichts mehr erhalten.